# Josef Strnad
Josef Strnad (8. března 1852 Hostivař u Prahy – 12. května 1930 Plzeň) byl český historik, archivář a pedagog, zakladatel plzeňské moderní vědecké a kritické historiografie.

## Životopis
Vystudoval Akademické gymnázium a filozofickou fakultu Karlo-Ferdinandovy university v Praze, obor geografie a historie. Na vysoké škole jej nejvíce ovlivnil historik Václav Vladivoj Tomek, od kterého se naučil přesné historické práci a zásadám pozitivistického bádání. V roce 1876 nastoupil jako suplující učitel zeměpisu a dějepisu na Městské střední škole v Plzni. Ve městě se usadil, založil rodinu a zůstal zde až do své smrti. V roce 1906 se stal prvním ředitelem nově zřízené II. státní reálky (Gymnázium Plzeň), kde působil až do roku 1914, kdy pedagogickou činnost ukončil. Záhy se zapojil do společenského, vědeckého a osvětového života ve městě. Stal se spolu s Františkem Schwarzem, Edvardem Dubským a Jaroslavem Schieblem zakládajícím členem Spolku přátel vědy a literatury české, z jehož iniciativy v roce 1879 došlo ke zřízení obecního muzea (s prvním sídlem v bývalém klášteře sv. Anny v ulici Bedřicha Smetany). Městské historické museum shromažďovalo kromě jiného také písemné památky a Josef Strnad se ujal správy městského archivu, v letech 1879 – 1907 byl jeho správcem a až do své smrti zde působil jako odborný archivář. Provedl inventarizaci všech pergamenových listin, roztřídil je chronologicky, ke každé listině připojil její stručný obsah (regest) a signaturu. Zpracoval nejstarší městské knihy, ze kterých vytvořil zápisky k dějinám města, založil lístkový katalog a zavedl systém, na který později navázali jeho pokračovatelé. Jeho publikační činnost vycházela z nových poznatků, které získával při pořádání archivních listin a zahrnuje monografie i řadu odborných článků. Nejdůležitějším dílem je dvoudílný Listář královského města Plzně a druhdy poddaných osad, který obsahuje všechny listinné zprávy týkající se dějin Nové Plzně až do roku 1526. Zahrnuje 1 354 zpráv, z toho 999 je zde otištěno úplně poprvé. Kniha je zdrojem informací nejen pro všechny zájemce o studium dějin Plzně, ale je to i důležitý pramen pro studium obecných českých dějin. Strnad dokázal podrobně zpracovat a vydat celé starší dějiny Plzně kromě husitských válek, ke kterým nenašel dostatek pramenů. Kromě rozsáhlé publikační činnosti provedl také v rámci osvětové práce řadu přednášek o historii Plzně pro širokou veřejnost.
Josef Strnad se zabýval i místopisem, jeho nejvýznamnějším dílem v tomto oboru je Nejstarší místopis Plzně do válek husitských. V roce 1909 se stal spolu s Cyrilem Purkyně a Fridolínem Macháčkem spoluredaktorem a přispěvatelem Sborníku Městského historického muzea v Plzni (dnešní Sborník Západočeského muzea v Plzni). Byl uznáván nejen jako významný regionální odborník, ale jeho práce byla ceněna i v širokých odborných kruzích. Důkazem bylo i to, že byl v roce 1892 zvolen dopisujícím členem České akademie věd a roku 1900 i Královské české společnosti nauk. Byl také osloven, aby vytvořil heslo věnované Plzni pro Ottův slovník naučný.
Kromě odborných aktivit se Strnad zapojil i do veřejného života, byl členem městského zastupitelstva, působil ve školských komisích. V roce 1912 získal plzeňské čestné občanství. 8. března 1922 byl z podnětu nejbližšího Strnadova spolupracovníka Fridolína Macháčka a Spolku přátel vědy a literatury české při příležitosti Strnadových sedmdesátých narozenin založen Fond Josefa Strnada při Městském historickém museu v Plzni. Účelem fondu mělo být rozšiřování sbírek muzea, nákup byl financován z darů spolků, podniků i veřejnosti.
Zemřel 12. května 1930 ve věku 78 let. Pohřben byl na Ústředním hřbitově v Plzni.

## Dílo

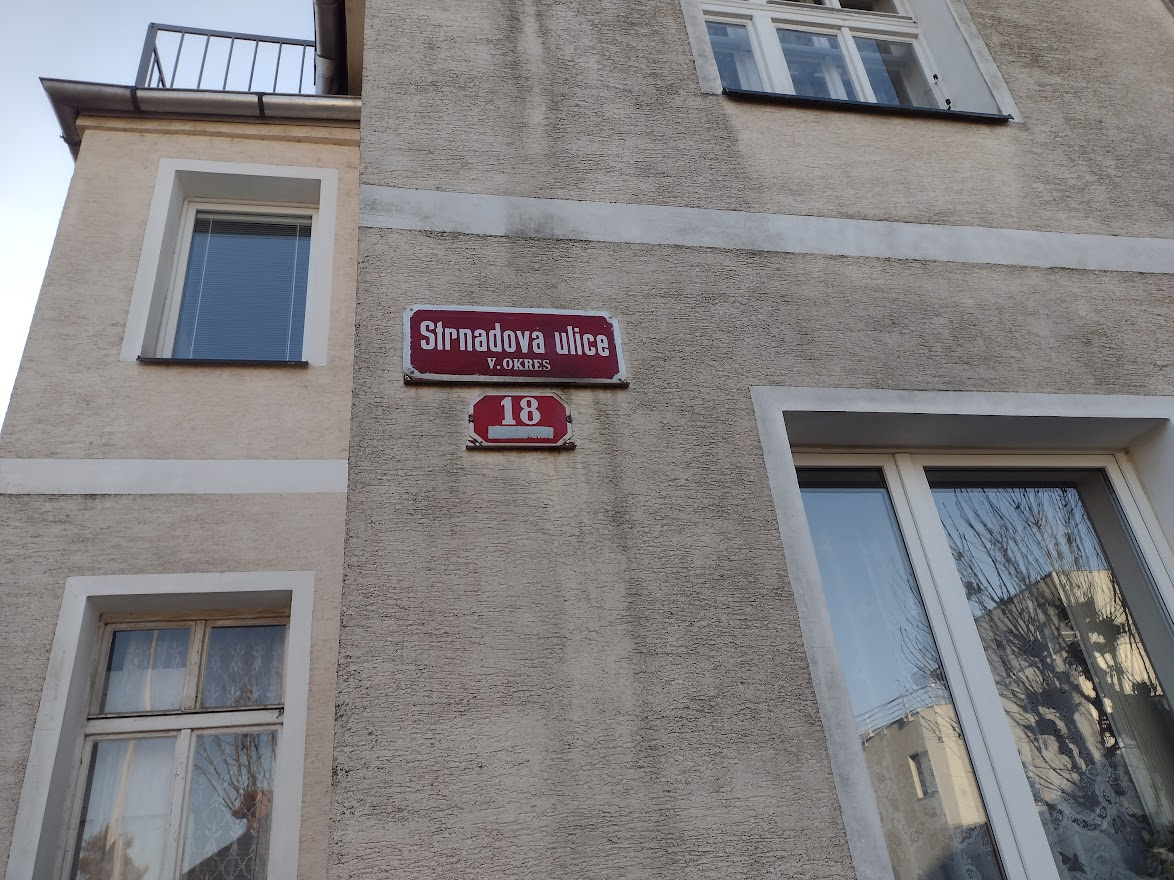
Strnadova ulice v Plzni na Slovanech

- Paměti Plzeňské M. Šimona Plachého z Třebnice / upravil Josef Strnad. – Plzeň: Spolek přátel vědy a literatury české, 1883. – 229 s.

- Znak královského města Plzně, jeho historický vývoj a popis / podává Josef Strnad. – Plzeň: Spolek přátel vědy a literatury české, 1883. – 18 s.

- Místopis král. města Plzně před válkou husitskou / Josef Strnad. – [V Plzni: J.R. Port], 1888. – [16] s.

- Antonín Frozín Plzeňský: životopisný příspěvek / Jos. Strnad. – Plzeň: [s.n.], [1890]. – 28 s.

- Listář královského města Plzně a druhdy poddaných osad. Čásť 1, Od r. 1300–1450 / vydal Josef Strnad. – V Plzni: Městské historické muzeum, 1891 (J.R. Port). – xxiv, 476, [2] s.

- O založení královského města Plzně / podává Josef Strnad. – V Plzni: nákladem městského historického musea, 1894. – 25 s.

- Dějiny kláštera dominikánského v Plzni: (1300–1785) / Josef Strnad. – Plzeň: Josef Strnad, 1896. – 38 s.

- Rejstřík kraje plzeňského z r. 1600: (s mapou) / upravil Josef Strnad. – V Praze: Nákladem Královské České Společnosti Nauk, 1900. – 14 s.: map. příl.

- Listář královského města Plzně a druhdy poddaných osad. Část II, Od r. 1450–1526 / vydal Josef Strnad. – V Plzni: Nákladem městského historického musea, 1905. xx, 910 stran, 6 nečíslovaných listů obrazových příloh.

- Nejstarší místopis Plzně do válek husitských / Josef Strnad. – [V Plzni: Měst. hist. museum, 1909]. – 34 s.

- Číslování domů v Plzni / Jos. Strnad. – Plzeň: Městské historické museum v Plzni, [1920]. – 9 s.

- Padesát let Spolku přátel vědy a literatury české v Plzni: od roku 1878 do roku 1928 / sepsali Josef Strnad a Felix Vondruška. – V Plzni: [s.n.], 1928 (Grafické závody). – 95 s.: [2] tab. ; 8°